# Codăești, Vaslui
Codăești este satul de reședință al comunei cu același nume din județul Vaslui, Moldova, România.

### Monumente
Biserica „Nașterea Maicii Domnului” Ctitorită de pe la 1844 de către vornicu Lupu Balș și soția sa Eufrosina, ca paraclis de curte, pe locul unei biserici cu hramul „Sf. Nicolae”.Biserica face parte din ansamblul conacului Roset Balș.

## Personalități
- Grigore Bâzgan (n. 26 octombrie 1886,  Codăești, Vaslui - d. Galați?) medic
- Ion Grigore Popovici (n. 16 iulie 1907, Codăești, Vaslui - d. 3 august 1946, București) sculptor

 Acest articol despre o localitate din județul Vaslui este deocamdată un ciot. Puteți ajuta Wikipedia prin completarea lui.

- Ana Pauker (1893 - 1960), om politic comunist